# Maicel Malone-Wallace
Maicel Malone-Wallace (Indianápolis, 6 de junho de 1969) é uma ex-velocista norte-americana campeã olímpica e mundial de atletismo.
Especializada nos 400 m rasos, foi campeã mundial no revezamento 4x400 m em Stuttgart 1993 e medalha de prata em Atenas 1997 e Sevilha 1999 e campeã olímpica em Atlanta 1996, junto com as compatriotas Rochelle Stevens, Kim Graham e Jearl Miles Clark.